# Homoérotisme dans la littérature arabe classique
Dans la littérature arabophone classique, l'homoérotisme est l'ensemble des manifestations de l'attirance érotique pour des personnes du même sexe. Il se retrouve dans divers genres littéraires depuis l'époque pré-islamique jusqu'à la période médiévale, dans la poésie, les récits et même le théâtre d'ombres.

## Poésie
L'un des poètes les plus célèbres pour ses œuvres homoérotiques est Aboû Nouwâs (vers 756-814). Ses poèmes célèbrent souvent la beauté des jeunes garçons et abordent de manière directe les relations homoérotiques. De nombreux autres exemples se trouvent dans le corpus de la poésie homoérotique hispano-arabe.

## Récits et contes
Dans les Mille et une nuits, plusieurs histoires contiennent des éléments homoérotiques. Ces récits offrent un aperçu de la manière dont l'homoérotisme était perçu et intégré dans les histoires populaires de l'époque,. Nasim al-Sab (La brise du vent d'est) d'Ibn Habib al-Halabi (1332-1377) est un ouvrage notable pour son exploration de l'homoérotisme dans la prose mamelouke. L'œuvre comprend deux maqama et une longue description consacrées à un jeune homme (ghulam) par lequel l'auteur est attiré.

## Théâtre
Le dramaturge Ibn Dāniyāl (1248-1310) est un autre exemple notable, avec ses pièces de théâtre d'ombres qui incluent des thèmes homoérotiques. Son œuvreThe Love-Stricken One and the Lost One Who Inspires Passion (titre traduit en anglais) est particulièrement remarquable pour son utilisation du burlesque et de la satire pour aborder des sujets tels que l'homoérotisme, en réponse aux campagnes contre la débauche à l'époque du sultan Baybars.